# Otto Rohland
Karl Otto Rohland (* 14. April 1828 in Etzoldshain; † 31. August 1899 ebenda) war ein Rittergutsbesitzer und Reichstagsabgeordneter.
Rohland besuchte das Gymnasium in Zeitz, studierte in Jena und Berlin Verwaltungswissenschaften und Naturwissenschaften. Während seines Studiums wurde er 1847/48 Mitglied der Burschenschaft auf dem Burgkeller. Seit war er 1853 Pächter, später Besitzer der Rittergüter Etzoldshain und Könderitz, zugleich Landrat und Amtsvorsteher.
Er war von 1867 bis 1878 und 1881 bis 1887 Mitglied des Norddeutschen und Deutschen Reichstages für den Wahlkreis Merseburg 8 (Naumburg, Weißenfels, Zeitz). 1867 bis 1873 war er zugleich Mitglied des Preußischen Abgeordnetenhauses.
Otto Rohland war mit Clara geb. Jacob verheiratet. Das Ehepaar hatte zwei Töchter, die die Ehefrauen von zwei Söhnen des Landesdirektors von Ostpreußen und Reichstagsabgeordneten Kurt von Saucken-Tarputschen waren.